# Jüdische Friedhöfe in Hildesheim
Es sind vier Jüdische Friedhöfe in der niedersächsischen Stadt Hildesheim dokumentiert.

## Jüdischer Friedhof im Poggenhagen
Am östlichen Rand der im Jahr 1215 in unmittelbarer Nähe zu Hildesheim gegründeten Neustadt befand sich ab 1351 auf einem schmalen Streifen zwischen dem Bebauungsrand und der Stadtbefestigung ein jüdischer Begräbnisplatz am Poggenhagen. Dieser jüdische Friedhof lag östlich der heutigen Annenstraße zwischen der Einmündung der Güntherstraße und der Kreuzung der Annenstraße mit der Goschenstraße. Er wurde 1405 um eine angrenzende Parzelle erweitert. 1457 wurden die Juden aus Hildesheim vertrieben und der jüdische Friedhof am Poggenhagen wurde verwüstet. Die jüdischen Grabsteine wurden zum Teil zum Bau der (nicht erhaltenen) St.-Annen-Kapelle verwendet. Von diesem jüdischen Friedhof im Poggenhagen ist nichts erhalten. Erst 1601 siedelten sich wieder 13 jüdische Familien in der Neustadt an.

## Jüdischer Friedhof Teichstraße

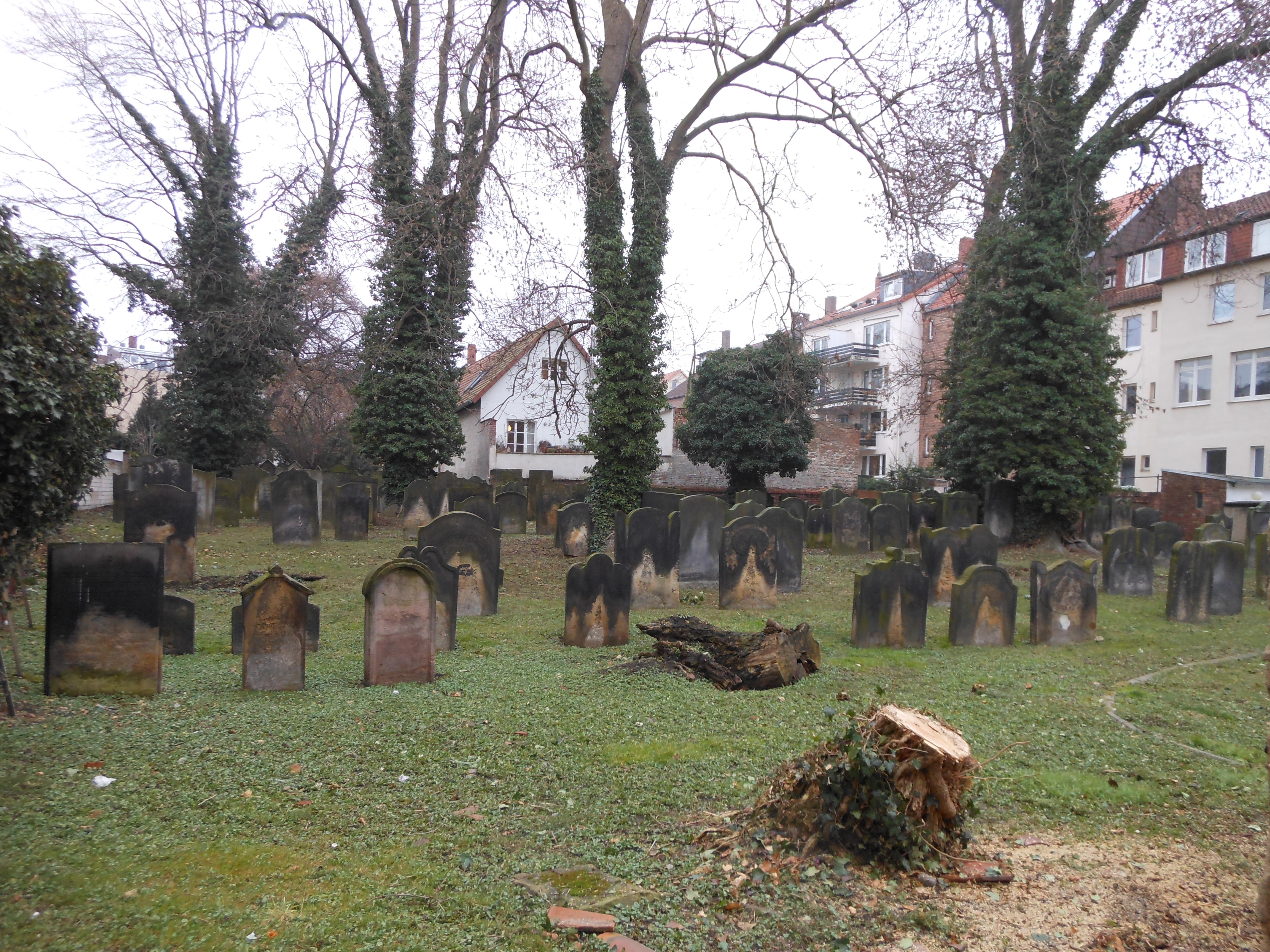
Der Friedhof Teichstraße

Auf dem jüdischen Friedhof in der Teichstraße, der von etwa 1600 bis 1821 belegt wurde, befinden sich 338 Grabsteine.
- Koordinaten:  52° 9′ 5,6″ N, 9° 57′ 32,7″ O

Heute ist der jüdische Friedhof an der Teichstraße noch knapp 2.000 Quadratmeter groß. Er wird im Westen von der Teichstraße, im Norden von der Binderstraße, im Osten von der Steingrube und Luisenstraße und im Süden von der Augustastraße begrenzt. Der Begräbnisplatz war bis 1900 deutlich größer als heute, er zog sich fast bis zur Steingrube hin. Als jedoch während der Gründerzeit die Hildesheimer Oststadt erweitert wurde, musste die jüdische Gemeinde ihren Friedhof immer weiter verkleinern lassen. Der nördliche Teil des Friedhofs, nördlich der heutigen Binderstraße, wurde in den Gründerjahren komplett bebaut und ist heute nicht mehr als Begräbnisplatz zu erkennen. In der südöstlichsten Ecke des heutigen Friedhofareals wurde ein Sammelgrab angelegt, in das nachträglich die sterblichen Überreste vieler auf dem älteren Friedhofsteil Beigesetzter umgebettet wurden. Im Jahr 1882 wurden einige alte jüdische Grabsteine vom älteren Teil des Friedhofsgeländes auf das heutige Gebiet an der Teichstraße verbracht, um sie zu erhalten. Einundzwanzig von ihnen wurden in die Friedhofsmauer zur Teichstraße eingelassen; der älteste stammt aus dem Jahr 1620. Weitere alte Grabsteine befinden sich an der Mauer zu den Häusern an der Augustastraße. Nur im Westen, also an der Teichstraße, grenzt der jüdische Friedhof direkt an die Straße; an den übrigen drei Seiten stehen Häuser, deren Gartenmauern die Friedhofsumgrenzung bilden. Der jüdische Friedhof Teichstraße wurde 1892 geschlossen, als der neue Zentralfriedhof an der Peiner Straße mit seinem separaten jüdischen Gräberfeld eröffnet wurde. Heutiger Eigentümer des Friedhofsgeländes an der Teichstraße ist der 1959 gegründete Landesverband jüdischer Gemeinden in Niedersachsen.

## Jüdischer Friedhof Peiner Straße

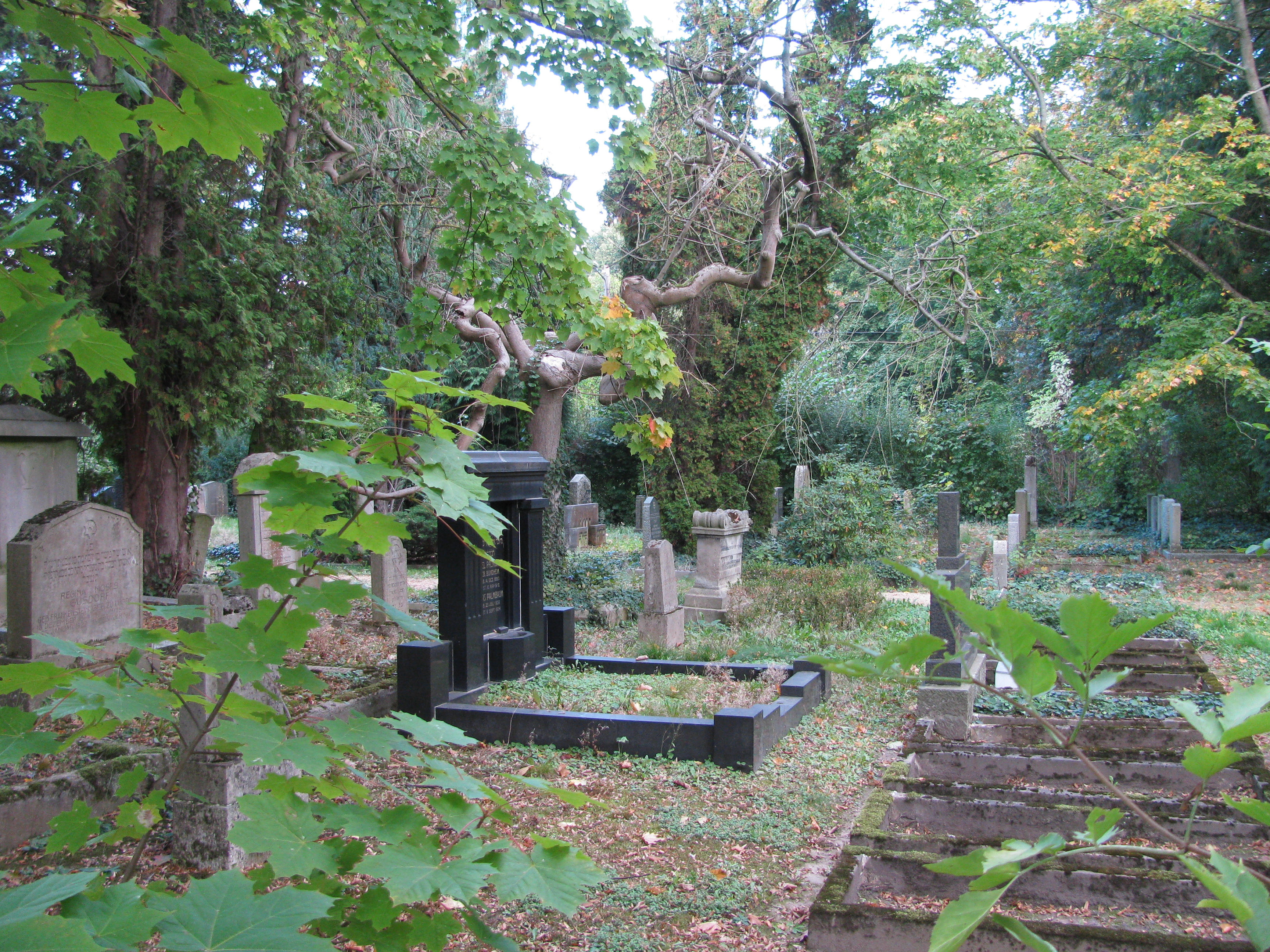
Der Friedhof Peiner Straße (2021)

Der jüdische Friedhof in der Peiner Landstraße 89 – neben dem städtischen Nordfriedhof (ehem. Zentralfriedhof) – wurde 1891 angelegt und seit 1896 belegt. Auf ihm befinden sich circa 350 Grabstellen sowie eine 1891 in neugotischem Baustil errichtete Aussegnungshalle.
- Koordinaten: 52° 9′ 58,6″ N, 9° 57′ 22,1″ O

## Jüdischer Friedhof Moritzberg

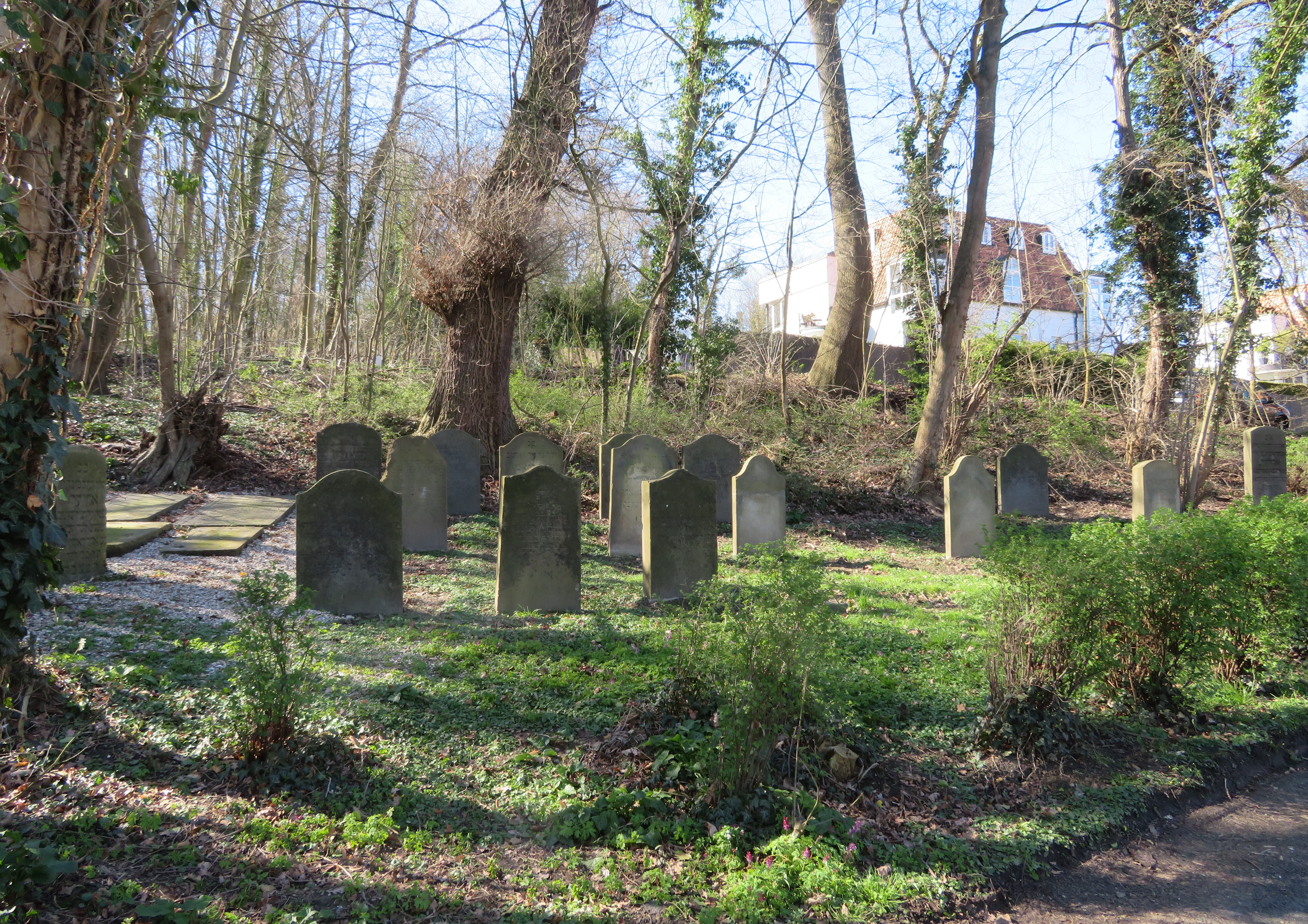
Ehem. jüdischer Friedhof, Moritzberg (Aufnahme nach der Wiederherstellung, 2020)

Der Friedhof liegt in der Bennostraße im Hildesheimer Stadtteil Moritzberg. Auf ihm befinden sich 29 Grabsteine.
- Koordinaten: 52° 8′ 47,1″ N, 9° 55′ 42,9″ O

siehe auch Berghölzchen#Geschichte